# La Tchadienne
La Tchadienne est l'hymne national du Tchad depuis l'indépendance du pays en 1960. Ses paroles ont été écrites par le père jésuite Louis Gidrol avec ses étudiants de l’internat Saint-Paul, dans l'actuelle ville de Sarh. La mélodie a été composée par le père Paul Villard.

## Paroles

### Paroles en français
La Tchadienne compte en totalité quatre couplets, tous suivis par un unique refrain d'abord chanté avant le premier couplet,,. Lors d'évènements publics et officiels, il est habituel que seul le premier couplet soit chanté. Les couplets suivants, pratiquement inconnus du grand public, sont rarement chantés,.